# Voordorpse polder
De Voordorpse polder ligt in de gemeente De Bilt tussen de dorpskernen  De Bilt en Groenekan tussen de Biltse Rading, de Voordorpse dijk en de A27. Het westelijk gedeelte maakte vroeger deel uit van de (voormalige) Voorveldse polder, het oostelijk gedeelte van de vroegere polder Waterschap de Biltsche en Zeister Grift. De polder is een natuurgebied dat bestaat uit langgerekte graslandpercelen gescheiden door slootjes. Een perceel van 3,5 hectare is eigendom van Utrechts Landschap. Aan de noordwestzijde van de polder ligt Fort Voordorp.
De Voordorpse polder moet niet worden verward met de wijk  Voordorp in de stad Utrecht.
Er zijn plannen om de polder te herinrichten.
Amerongse Bos
· Amerongse Bovenpolder
· Landgoed Beerschoten
· Beukenburg
· Biltse Duinen
· Birkhoven
· Blauwe Kamer
· Blikkenburg
· Bloeidaal
· Bornia
· Bosch en Duin
· Breeveen
· Broekerbos
· Buitenplaatsen Driebergseweg
· Dartheide
· Elster Buitenwaarden
· Grebbeberg
· Heidestein
· Hoge Ginkel
· Hooge Kampse Plas
· Hoog Moersbergen
· Houdringe
· Juliusput
· Kasteelbos Renswoude
· De Kievit
· Kooilust
· Kozakkenput
· De Krakeling
· Laarsenberg
· De Leyen
· Lockhorsterbos
· Lunenburgerwaard
· Maartensdijkse Bos
· Middelwaard
· Moersbergen
· Niënhof
· Noordhout
· Okkersbos
· Oostbroek
· Over-Holland
· Palmerswaard
· De Paltz
· Panbos
· Plantage Willem III
· Pleinesbos
· De Pol
· Ridderoordse Bos
· Sandenburg
· Sandwijck
· De Schammer
· Stameren
· Landgoed Stoutenburg
· Viaanse Bos
· Viaanse polders en uiterwaarden
· Vikinghof
· Park Vliegbasis Soesterberg
· Vijverbos
· Vijverhof
· Voordorpse polder
· Willem Arntszbos
· Witte Hull
· De Woerd
· Wulperhorst
· Zeisterbos